# Idioma palero
El palero (autoglotónimo: bandén butúa), congo o mayombe es una lengua derivada del kikongo originada en Cuba y usada como lengua litúrgica de Palo Monte. A pesar de que ya no es la lengua materna de los afrocubanos, los devotos de la religión de Palo, tal como se desarrolló en Cuba, usan el palero como segunda lengua.